# Валентин Бакфарк
Валентин Бакфарк (також Балінт Бакфарк; 15 серпня 1506, Брашов, Трансильванія (на території сучасної Румунії) — 22 серпня 1576, Падуя, Венеційська республіка) — угорський віртуоз-лютніст та композитор епохи Ренесансу.

## Біографія

### Батьки та ранні роки
Батько Томаш був також лютністом, але дуже рано помер і Валентин залишився сиротою. Виховувався у родині Грефів та навчався музиці у Буді при дворі короля Януша I Запілля. Вважають, що був до 1540 року при королівському палаці. Але, за іншими даними, у цей час він побував також в Італії та Парижі. Про дитинство його невідомо майже нічого, а про молодість — дуже мало.

### Зрілі роки
Королева Ізабелла Ягелонка, дружина короля Януша, дуже любила музику, відзначила талант Бакфарка й надала йому дворянське звання. У 1550 році музикант одружився у Кракові на вдові на ім'я Катерина литовського походження, з якою мав двох дітей.
Ще з 1549 року композитор мешкав у Польщі, де був придворним лютністом короля Сигізмунда Августа II. І аж до 1566 року він залишався придворним музикою і також багато мандрував Європою. Був вірний польському королю, хоч мав неодноразово пропозиції від інших монархів.

### Вигнання з королівського палацу
Незрозуміло, що сталося 1566 року, але Бакфарк зробив чи сказав щось, що викликало гнів короля. Він ледь устиг втекти перед тим, як солдати розграбували його дім та знищили власність. Деякий час жив у Відні, а потім повернувся у Трансильванію, але ненадовго. У 1571 році переїхав до Падуї.

### Смерть та спадок
15 чи 22 серпня 1576 року помер у Падуї від чуми. Було спалено велику кількість його рукописів, бо у ті часи був звичай знищувати речі тих, хто помер від чуми.
Виконувати його твори було дуже важко, тому збереглася лише невелика їх частина і ще менша була опублікована. До нас дійшли його 9 фантазій, 7 мадригалів, 8 пісень та 14 мотетів з дуже точними поліфонічними аранжуваннями для лютні. Також він транскрибував твори сучасних йому композиторів, таких, як Жоскен Депре (Josquin des Prez), Якоб Клемент (Jacob Clement), Николя Гомберт (Nicolas Gombert) и Орландо ди Лассо (Orlando di Lasso). Дуже відомі його аранжування для лютні польських народних пісень. Дві збірки його п'єс були видані у Ліоні («Intabulatura» 1953) та Кракові («Harmoniarum Musicarum…», 1565). Його мистецтво вважалося наскільки досконалим, що у Польщі навіть виникло прислів'я «Після Бакфарка не кожен візьметься за лютню».